# Асенсио Кабанильяс, Карлос
Карлос Асенсио Кабанильяс (исп. Carlos Asensio Cabanillas; 1896, Мадрид — 1969) — испанский военачальник, генерал-лейтенант. Участник гражданской войны 1936—1939.
Окончил пехотное училище в Толедо, офицер Генерального штаба. В течение семи лет служил в Марокко в составе группы марокканских войск «регулярес» (Fuerzas Regulares Indígenas) в Тетуане, затем командовал аналогичным подразделением в Мелилье. Был награждён личной Военной медалью. К 1936 имел чин подполковника, участвовал в военном заговоре против правительства Народного фронта.
Был одним из руководителей выступления военных-националистов в Испанском Марокко 17 июля 1936, положившем начало гражданской войне. Вместе с полковниками Сайнсом де Буруагой и Хуаном Луисом Бейгбедером возглавил захват Тетуана, в котором располагался верховный комиссариат Испании в Марокко. В начале войны его колонна, находясь в авангарде войск под командованием Хуана Ягуэ, совершила марш от Севильи до Мадрида, в ходе которого участвовала во взятии Бадахос, Толедо и Талавера-де-ла-Рейна. Во время неудачного штурма войсками националистов Мадрида осенью 1936 войска под командованием Асенсио сражались в кровопролитных боях в районе университетского городка и продвинулись дальше других подразделений националистов на этом направлении, вплоть до окончания боевых действий в 1939. В 1937 в Харамском сражении его колонна возглавляла форсирование реки Харамы, но была остановлена интернациональными бригадами. Проявил себя энергичным военачальником, за отличия был произведён в полковники, а затем в генералы. Участвовал в сражении у Брунете, в кампании в Арагоне и в занятии франкистскими войсками Каталонии, командовал 12-й дивизией.

После окончания гражданской войны генерал Асенсио Кабанильяс являлся верховным комиссаром Испании в Марокко (февраль 1940 — май 1941). В 1942, после отставки монархически настроенного генерала Хосе Энрике Варелы с поста военного министра, Франсиско Франко назначил на его пост Асенсио Кабанильяса. Историк Пол Престон так описывал обстоятельства этого назначения: 

Вареле удалось убедить своих друзей генерал-лейтенантов не принимать этого назначения. В его письме с просьбой об отставке сквозила уверенность в том, что они поддержат его. Франко пришлось снизойти до уровня генерал-майора и, наконец, он нашёл нового министра — генерала Карлоса Асенсио Кабанильяса. Преданный франкист, симпатизирующий фалангистам, герой африканской армии, наступавшей на Мадрид в 1936 году, Асенсио сначала тоже отказался от поста, чтобы не портить отношений с более высокими по рангу генералами. Но каудильо попросту приказал Асенсио принять назначение.

(Престон называл Асенсио Кабанильяса генерал-майором в традиции британской армии; в вооружённых силах Испании этот чин именуется «дивизионный генерал»).
Занимал пост военного министра до июля 1945, когда был выведен из правительства вместе с другими прогермански настроенными министрами. Затем продолжал находиться на высших постах в испанской армии — был начальником Генерального штаба, генерал-капитаном Балеарских островов и главой военного кабинета начальника государства (Франко).
Был произведён в генерал-лейтенанты. Являлся прокурадором (членом) франкистских кортесов (парламента). В конце жизни входил в состав Совета королевства.